# Acanthospermum australe
Acanthospermum australe é uma espécie do gênero botânico Acanthospermum, pertencente à família Asteraceae. Tem ocorrência em quase todas as regiões do Brasil. Tem potencial para a produção de fitoterápicos.

## Características
É uma angiosperma, herbácea, anual, perene e de vida curta (vive cerca de um ano). 
Prostrada ou decumbente, ramificada, de caules arroxeados e pubescentes. Tem de 20 a 40 cm de comprimento. Folhas simples, inteiras ou de margens irregularmente serreadas, cartáceas, de 1,5 a 3,5 cm de comprimento. Capítulos terminais e axilares, com poucas flores de cor amarelada. Fruto do tipo aquênio provido de projeções rígidas.

## Distribuição
Essa herbácea é nativa de regiões tropicais da América, tendo ocorrência em quase todos os estados brasileiros. Aparece em todos os biomas brasileiros, com forte presença no Cerrado.
Fora do Brasil, tem ocorrência no Paraguai. 
Também foi introduzida em países como China, Austrália e Estados Unidos, sendo considerada espécie invasora nos estados do Hawaii e Oregon.
Nos Estados Unidos, as primeiras introduções de Acanthospermum australe ocorreram no Alabama e no Havaí, em 1877 e 1895, respectivamente. Na Austrália foi registrada pela primeira vez em Nova Gales do Sul, em 1967, e em Queensland, em 1994. 

## Habitat
Acanthospermum australe é uma planta de solo perturbado, ocorrendo comumente em margens de estradas e em lavouras. 

## Propagação
A propagação ocorre por meio de sementes. 

## Uso
É utilizada como planta medicinal em muitas regiões do Brasil, na forma de chá ou em uso externo, na forma de banho. As partes utilizadas são as folhas e as raízes. Pode ser facilmente confundida com Acanthospermum hispidum, o que pode levar a uma utilização incorreta na medicina popular. Possui ação tônica, hepatoprotetora, diaforética, antidiarreica, antimalárica, antiblenorrágica e febrífuga.
É indicada no tratamento de problemas de estômago, fígado, rins e bexiga. O chá, tanto por infusão quanto por decocção das folhas, é empregado no tratamento de tosses, febres, bronquite, dispepsia, diarreia, doenças do sistema urinário, anemia e erisipela. Externamente, na forma de banho, é indicado contra úlceras, feridas, micoses, dores lombares e renais ou nos membros

## Erva daninha
É considerada uma planta daninha devido ao fato de que cresce facilmente em solos agrícolas. Se instala principalmente em campos cultivados com maracujá, banana e pêssego.
É hospedeira da mosca-branca (Bemisia tabaci), que transmite o Begomovirus, que ataca cultivos de tomate, pimentão, repolho, abóbora e melão.
Na Austrália, Acanthospermum australe é vista como uma ameaça às espécies nativas pois forma amplos tapetes que inibem o desenvolvimento de outras espécies. 

## Taxonomia
Acanthospermum australe foi descrita pela primeira vez pelo botânico alemão Carl Ernst Otto Kuntze em seu livro Revisio Generum Plantarum, publicado em 1891.

## Nomes populares
Brasil: carrapicho, carrapichinho, carrapicheiro, carrapicho rasteiro, carrapicho miúdo, carrapichinho de carneiro, amor de negro, matapasto, picão da praia, picão da prata, espinho de agulha, erva mijona, erva mineira, maroto, chifrinho, cordão de sapo, focinho de porco.
Paraguai: tapeku,
África do Sul: donkieklits; eight-seeded starbur; jodeluis; kruipsterklits; setla-bocha
Estados Unidos: creeping starbur; guay greenstripe; Paraguayan starbur; Paraguay-bur; Paraguay-starbur; sheep-bur; spiny bur; star bur

## Sinônimos relevantes
- Melampodium australe Loefl.
- Acanthospermum brasilum Schrank.
- Acanthospermum hirsutum DC.
- Acanthospermum xanthioides (Kunth) DC.
- Echinodium prostratum Poit.
- Orcya adhaerens Vell.
- Orcya adhaerescens Vell.